# Консерватизм в Канаде
Консерватизм в Канаде — политическое движение, которое представлено на федеральном уровне современной Консервативной партией, а также рядом правоцентристских и правых партий на провинциальном уровне. В отличие от умеренных правых, крайне правые никогда не были заметной силой в канадском обществе. Первая партия, которая называла себя «консервативной» в том, что впоследствии стало Канадой, была избрана на выборах в провинции Канада в 1854 году.
Канадская консервативная идеология берёт своё начало в британском торизме, но со временем подверглась сильному влиянию со стороны американского консерватизма. В зарождении канадского консерватизма важную роль американские лоялисты, которые переселились в Британскую Северную Америку во время или после Американской революции. Сочетание традиционалистских консервативных взглядов с идеалами прорыночного либерализма является причиной того, что канадские консерваторы в целом предпочитают Вестминстерскую систему государственного управления.
Изначально канадский консерватизм имел тенденцию быть традиционалистским. Консервативные правительства в Канаде, такие как кабинеты Джона А. Макдональда, Роберта Бордена, Р. Б. Беннета и Джона Дифенбейкера, были известны тем, что поддерживали активную роль правительства в экономике и создание государственных предприятий (корпорации короны, такие как Канадская национальная железная дорога) для развития и защиты канадской промышленности, протекционистские программы, такие как Национальная политика. Таким образом, канадский консерватизм отражал британский консерватизм в своих ценностях, экономических и политических взглядах. Канадские консерваторы в целом выступали за продолжение старых политических институтов и сохранение прочных связей с британской короной.
Во второй половине XX века канадский консерватизм принял неолиберальную экономическую политику, которая включала свободную торговлю, сбалансированный бюджет и приватизацию государственных предприятий. В это время возникло разделение между консерваторами в Восточной и Западной Канаде, потому что западные консерваторы считали, что федеральный парламент Канады находится под влиянием восточных интересов. Это западное отчуждение привело к созданию Партии реформ Канады (ПР) как западной популистской протестной партии, продвигающей конституционную реформу для баланса интересов регионов и стремящейся к расширению на Восток — особенно в Онтарио — чтобы вытеснить существовавшую в то время Прогрессивно-консервативную партию Канады (ПКП). Хотя У обеих партий были схожие экономические взгляды, но ПР хотела более глубокого сокращения государственных расходов, чем прогрессивные консерваторы и занимала в целом социально-консервативные позиции, тогда как ПКП была более нейтральна по спорным социальным вопросам.
В 1993 году Прогрессивно-консервативная партия после многих лет доминирования на консервативном фланге потерпела беспрецедентный крах на федеральных выборах, что позволило Партии реформ стать крупнейшей консервативной силой в парламенте Канады. После нескольких выборных кампаний, на которых канадские консерваторы не смогли добиться значительных успехов, началась консолидация консервативных сил. В 2000 году Партия реформ и часть членов ПКП объединились в партию Канадский союз, а в 2003 году она и остатки прогрессивных консерваторов завершили процесс объединения, создав новую Консервативную партию Канады. Между тем, с 1993 года хотя Квебек предоставил мало мест консервативным партиям на федеральных выборах, консервативные темы были влиятельными в провинциальной политике Квебека.

## Направления

### Синие тори
«Синие тори» — так в канадской политике принято называть консерваторов, либеральных в экономическом плане и приверженных свободному рынку. До 1960-х годов «Синие тори» в основном состояли из представителей бизнес-элиты Монреаля и Торонто, которые занимали влиятельные позиции в Прогрессивно-консервативной партии (ПКП). С середины 1970-х годов они оказались под сильным влиянием либертарианства и американского консерватизма с его более индивидуалистическим характером. «Синие тори», как правило, поддерживают либертарианскую политику, такую как передача полномочий федеральной власти провинциальным правительствам, сокращение роли правительства в экономике, снижение налогообложения и аналогичные основные рыночные либеральные идеалы. Термин «Синие тори» не относится к социальному консерватизму.
Одним из примеров администрации «синих тори» в Канаде было провинциальное прогрессивно-консервативное правительство премьер-министра Онтарио Майка Харриса с его лозунгом «Common Sense Revolution». Тори Харриса широко рассматривались как радикальные по канадским стандартам в своей экономической политике и стиле управления. Правительство Харриса приступило к ряду инициатив, включая сокращение расходов на образование, социальное обеспечение и медицинского страхования, приватизацию государственных услуг и здравоохранения, продажу провинциальных автомагистралей и принудительное объединение муниципалитетов. За время правления Харриса провинциальные подоходные налоги были сокращены на 30 %, а ставки корпоративного налога были сокращены почти вдвое.
Большинство «синих тори» идеологически близки к экономическим либертарианским позициям недолговечной партии Канадский союз, не случайно они поддержали слияние Союза с остатками прогрессивных консерваторов для формирования новой федеральной Консервативной партии Канады (КПК). Среди «синих тори» немало видных федеральных и провинциальных прогрессивных консерваторов, таких как бывший лидер ПКП и экс-министр юстиции Питер Маккей, претендент на лидерство в Консервативной партии и бывший глава Совета Государственного казначейства Тони Клемент, бывший премьер Онтарио Майк Харрис и бывший лидер КПК Эндрю Шир.

### Красные тори
«Красные тори» — приверженцы правоцентристской патерналистски-консервативной политической философии, происходящей от традиций тори, преимущественно в Канаде, но также и в Великобритании, и известной как сострадательный консерватизм. Эта философия склонна отдавать предпочтение коммунитаристской социальной политике, сохраняя при этом определенную степень бюджетной дисциплины и уважения к социальному и политическому порядку. «Красные тори» находятся в оппозиции идеологии «синих тори», как и «высоких тори». Некоторые «красные тори» считают себя «консерваторами с маленькой буквы», то есть они исповедуют философию консерватизма, но не идентифицируют себя с Консервативной партией.
В Канаде «красный торизм» встречается как в провинциальных, так и в федеральных консервативных политических партиях. История «красного торизма» демонстрирует различия в развитии политических культур Канады и Соединённых Штатов. Канадский и американский консерватизм отличались друг от друга фундаментальными вопросах, включая позиции по социальным вопросам и роль правительства в обществе. Идеология «красных тори» находится в оппозиции как идее государства всеобщего благосостояния, так и идее свободного рынка. При этом, «красные тори» выступают за традиционные ценности и институты, локализм, субсидиарность, малый бизнес, волонтёрскую деятельность, развитие социальных предприятий, благотворительных учреждений и прочих элементов гражданского общества, способных разрешить такие проблемы, как, например, бедность. Прилагательное «красный» относится к экономически левой природе «красного торизма» по сравнению с «синим торизмом», поскольку социалисты и другие левые традиционно использовали красный цвет. Термин отражает широкий идеологический диапазон, традиционно встречающийся в консерватизме в Канаде.
Исторически канадский консерватизм произошёл от традиции тори, с характерной заботой о балансе между индивидуальными правами и коллективизмом, опосредованной традиционным доиндустриальным стандартом морали, что никогда не было столь очевидным в американском консерватизме. «Красные тори» в значительной степени происходят от классической консервативной традиции, которая утверждала, что неравное разделение богатства и политических привилегий между социальными классами может быть оправдано, только если члены привилегированного класса практиковали noblesse oblige и вносили вклад в общее благо. «Красные тори» поддерживали традиционные институты, такие как религия и монархия, а также поддержание общественного порядка. Эта позиция позже проявилась в их поддержке некоторых аспектов государства всеобщего благосостояния. Эта вера в общее благо и лежит в основе «красного торизма».

### Либертарианство
Либертарианство не пользуется большой популярностью среди канадских консерваторов. Оно представлена в основном Либертарианской и Народной партиями, а также рядом небольших провинциальных партий, которые никогда не добивались успеха в избрании своих членов.

### Социальный консерватизм
Хотя социальный консерватизм присутствует по всей Канаде, он не так ярко выражен, как в некоторых других странах, таких как США. В основном он определяет позиции канадских консерваторов по вопросам культуры, семьи, сексуальности и морали. Несмотря на то, что в консервативном правительстве Харпера (2006—2015) были политики, которых можно определить как социальных консерваторов, считается, что социальный консерватизм имеет мало влияния на канадское общество и политику. Одной из их заметных побед стал неоаболиционистский закон 2014 года, принятый против проституции, который запрещал покупку сексуальных услуг, а также участие в этом третьих лиц.

## История
Консервативное движение в Канаде развилось из относительно неформальных политических движений и партий, существовавших до Конфедерации, постепенно объединившись в Консервативную партию Канады. Эта партия была доминирующей политической силой в канадской политике с 1867 по 1935 год. После этого партия, переименованная в 1945 году в Прогрессивно-консервативную (ПКП), провела больше времени в оппозиции, чем у власти, являясь второй после Либеральной партии политической силой Канады. Даже появление конкурирующих консервативной партий, федеральных Социального кредита в 1935 году и Реформистов в 1987, не смогло поколебать позиции ПКП как ведущей консервативной силы страны.
Промышленный спад начала 1990-х и неудачные решения правительства Брайана Малруни, в первую очередь ведение нового налога на добавленную стоимость, сделали ПКП непопулярной и привели к расколу в партии. В результате, на выборах 1993 года Прогрессивно-консервативная партия потерпела сокрушительное поражение: 16,0 % голосов вместо 43,0 % в 1988 году и всего 2 места в Палате общин 169. Впервые в своей истории ПКП заняла лишь 5-е место на выборах и уступила реформистам звание ведущей консервативной партии Канады. Канадские консерваторы оказались разделёны (особенно по регионам) до слияния Прогрессивно-консервативной партии и Канадского союза (прямого преемника Реформистов) в 2003 году. Создание Консервативной партии Канады открыло новый период в истории канадского консерватизма.

### До Конфедерации
В начале электоральной истории Канады термин консерваторы или тори применялся к тем людям, которые поддерживали власть британской Короны в лице колониальных губернаторов и их советников над выборными собраниями. Первые канадские консерваторы брали пример с британских тори, особенно с Бёрка. Они поддерживали королевские привилегии и были откровенно антидемократичны. Сторонники тори часто были потомками лоялистов, бежавших из Соединённых Штатов во время Американской революции и Войны за независимость. Они опасались «правления толпы» и предпочитали сильную роль традиционных элит, таких как крупные землевладельцы, делая упор на христианство в политике.
Многие из первых канадских консерваторов были англиканами, которые поддерживали сохранение Англиканской церкви в качестве официальной церкви Канады. В каждой колонии тори участвовали в выборах как личная партия губернатора. Также к тори примнкула и бизнес-элита, окружавшая губернаторов, надеясь сохранить его покровительство. В Верхней Канаде это был Семейный пакт, в Нижней Канаде — Клика Шато. Оппозиция правлению этих олигархий привела к восстаниям 1837—1838 годов. После восстаний лорд Дарем (виг) опубликовал свой «Отчёт о делах Британской Северной Америки», доклад британскому правительству, в котором рекомендовалось провести значительные реформы в канадских колониях, в частности, пережать большинство полномочий от губернаторов выборным собраниям. Эти новое предложения отражали более ранние изменения, которые произошли в самой Британии.
После провала радикального либерализма во время восстаний 1837 года, широкую известность приобрела новая группа умеренных либералов во главе с Робертом Болдуином в Западной Канаде, Луи-Ипполитом Лафонтеном в Восточной Канаде и Джозефом Хау в Новой Шотландии. Они боролись за ответственное правительство и добились его, создав широкие коалиции, в которые вошли либералы, умеренные и консерваторы.
Канадским консерваторам пришлось принять последствия перемен в обществе и политике. Они отказались от идеи быть губернаторской партией и занялись массовой политикой. В то же время коалиция, которая добилась ответственного правительства, начала распадаться в 1850-х годах. Это открыло возможность для умеренных консерваторов, таких как Джон А. Макдональд и Жорж Этьен Картье, претендовать на политический центр. Созданная ими коалиция доминировала в политической жизни Объединённой провинции Канады, а когда к ней присоединился либерал Джордж Браун, она обеспечила широкую поддержку, необходимую для переговоров о Конфедерации с Приморскими провинциями.

### Конфедерация

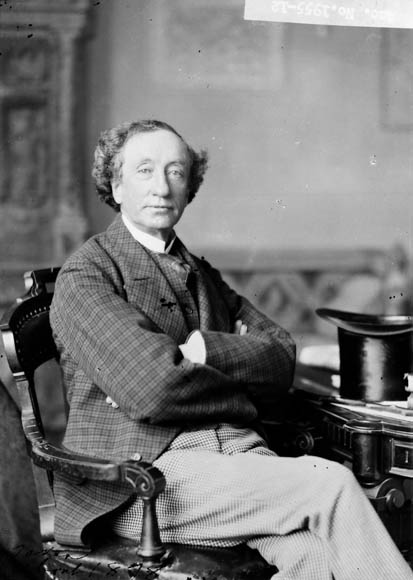
Джон А. Макдональд вскоре после победы на выборах 1878 года.

Влияние Макдональда и Картье только укрепилось с созданием Канадской конфедерации в 1867 году, а проводимая ими «национальная политика» высоких тарифов против Соединённых Штатов и интенсивное строительство железных дорог ещё больше укрепили положение созданной ими Либерально-консервативной партии доминировала на политической сцене нового государства с момента создания Конфедерации до смерти Макдональда в 1891 году. Наибольшее напряжение в этой коалиции возникло во время восстаний Риеля 1869 и 1885 годов, которые разожгли франко-английские и протестантско-католические противоречия в стране. После смерти Макдональда коалиция распалась.
Смерть Макдональда оставила большой вакуум власти в Консервативной партии, что первоначально привело к лидерству Джона Эбботта, который стал компромиссным выбором протестантов. Но правительство Эбботта не продержалось у власти и полутора лет, после чего кабинет возглавил Джона Спарроу Томпсона из Новой Шотландии, первый в истории Канады премьер-католик. В возрасте всего 45 лет он должен был стать преемником Макдональда, но всего через два года пребывания в должности умер от инсульта. Сменились ещё два недолго прослуживших консервативных кабинетов, Макензи Боуэлла и Чарльза Таппера, прежде чем коалиция франко- и англо-канадцев распалась и по итогам выборов 1896 года Уилфрид Лорье стал вторым в истории Канады премьером-либералом и первым франкоканадцем на посту главы правительства. Либералы доминировали в течение следующих пятнадцати лет.

### Первая мировая и Великая депрессия
Вернуться к власти консерваторы смогли только в 1911 году на досрочных выборах, вызванном конфликтом либералов с фермерами. Консервативное правительство Роберта Бордена втянуло Канаду в Первую мировую войну, а либералы во главе с Лорье были в оппозиции, выступая против участия Канады в войне. Правительство хотело ввести всеобщую воинскую повинность, что спровоцировало в 1917 году массовые выступления среди франкоканадцев. В мае 1917 года Борден предложил сформировать коалиционное «правительство единства», однако Лорье отказался, после чего большинство англоговорящих либералов покинули его и перешли в образованную вокруг консерваторов Юнионистскую коалицию. Теперь у власти была коалиция тори и большая часть англоязычных либералов, а в оппозиции оказалась преимущественно франкоязычные либералы. После войны эта коалиция, возглавляемая Артуром Мейеном, не смогла получить стабильное большинство. Выборы 1921 года завершились разгромом консерваторов, которые потеряли 2/3 мест в Палате общин и были отодвинуты на третье место новым прогрессивным движением, имевшего наибольшую поддержку в прериях на западе.
После того, как прогрессивное движение частью сошло на нет, частью влилось в состав Либеральной партии Канады, консерваторы снова стали официальной оппозицией и оставались ею до выборов 1930 года, на которых одержали победу под руководством Р. Б. Беннета. Однако уже на выборах 1935 года консерваторы потерпели крупное поражение от либералов, а новая правая партия Западная лига социального кредита заняла третье место благодаря голосам западных канадцев.

### Прогрессивный консерватизм

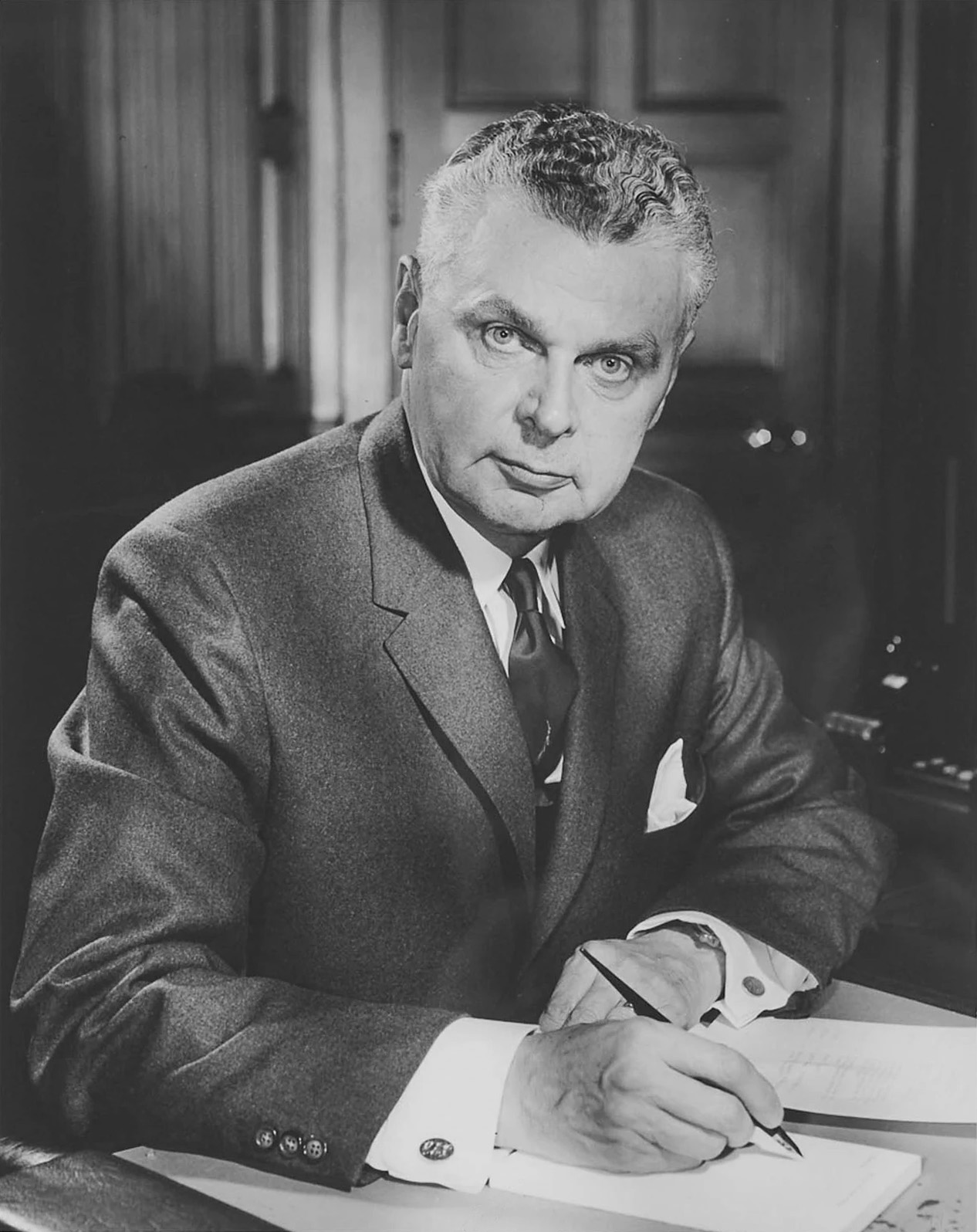
Премьер-министр Джон Дифенбейкер (1957—1963).

На протяжении большей части XX века Прогрессивно-консервативная партия (ПКП) доминировала на консервативном фланге на федеральном уровне и в большинстве провинций. В истории Канаде было много консервативных премьер-министров, но первым, кто был избран под знаменем Прогрессивно-консервативной партии, был Джон Дифенбейкер, который возглавлял кабинет с 1957 по 1963 год.
В конце 1970-х и начале 1980-х годов, с появлением в Канаде нового поколения консервативных политиков, таких как Ральф Клейн, Дон Гетти, Брайан Малруни, Престон Мэннинг, Майк Харрис и другие, цели и ценности канадских консерваторов всё больше стали походить на цели и ценности неолибералов и фискальных консерваторов в США и Великобритании. С ростом инфляции и бюджетного дефицита при правительства Трюдо (1968—1979 и 1980—1984), консерваторы стали делать акцент на «сокращении размера правительства» (отчасти, посредством приватизации), достижении континентальных торговых соглашений (свободная торговля), налоговых льготах и сокращение государственных расходов.

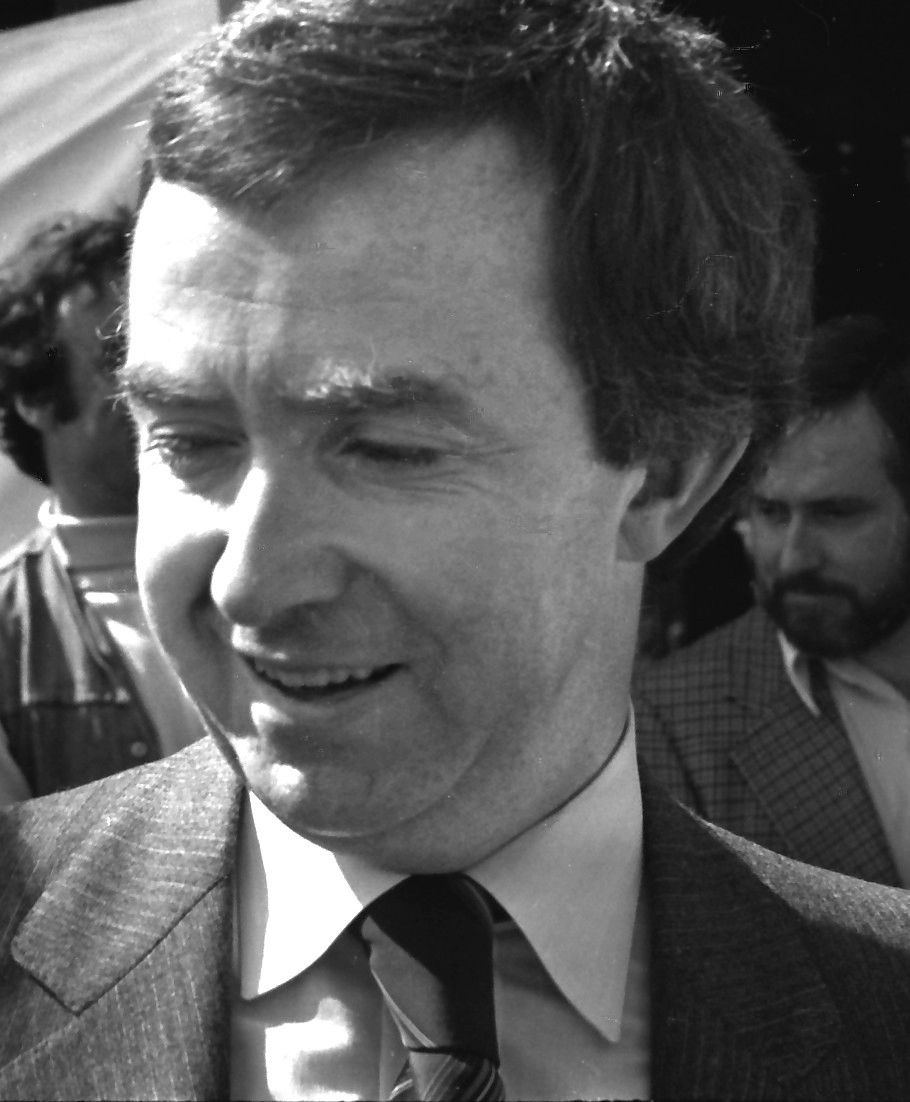
Премьер-министр Джо Кларк (1979—1980).

Джо Кларк стал премьер-министром, сформировав правительство меньшинства в 1979 году, но получил вотум недоверия всего через девять месяцев, и либералы снова пришли к власти. После отставки Пьера Трюдо в 1984 году его преемник Джон Тёрнер назначил федеральные выборы, на которых убедительную победу одержала ПКП под руководством Брайана Малруни. Малруни добился успеха, сумев заручиться поддержкой консерваторов Западной Канады и Квебека. Во время его пребывания в должности правительство безуспешно пыталось договориться о статусе Квебека через провалившиеся Мичское и Шарлоттаунское соглашения.

Премьер-министр Брайан Малруни (1984—1993).

Во время правления Брайана Малруни (1984—1993) государственные расходы на социальные программы были сокращены, налоги для физических лиц и предприятий были снижены (но появился новый национальный налог почти на все товары и услуги), вмешательство правительства в экономику было значительно сокращено, было заключено соглашение о свободной торговле с Соединенными Штатами, а такие коронные корпорации, как Teleglobe, Petro-Canada и Air Canada (некоторые из которых были созданы предыдущими консервативными правительствами) были приватизированы. Однако из-за неспособности правительства Малруни сбалансировать бюджет и обслуживать долг федеральный долг продолжал расти. Только к концу правления Малруни и началу либерального правительства Жана Кретьена правительственная программа расходов наконец остановила рост федерального долга.
Готовность правительства подтвердить требования Квебека о признании в качестве отдельного сообщества была воспринята многими на Западе Канады как предательство, а также вызвала недовольство канадских националистов, в основном из Онтарио. В 1987 году была основана право-популистская консервативная Реформистская партия Канады, которая стала альтернативой для западных консерваторов.
К концу эпохи Малруни Прогрессивно-консервативная партия потеряла большую часть своей поддержки из-за неудачных попыток Малруни реформировать канадскую конституцию с помощью соглашений с Квебеком, а также введение налога на товары и услуги лишили его большей части поддержки.

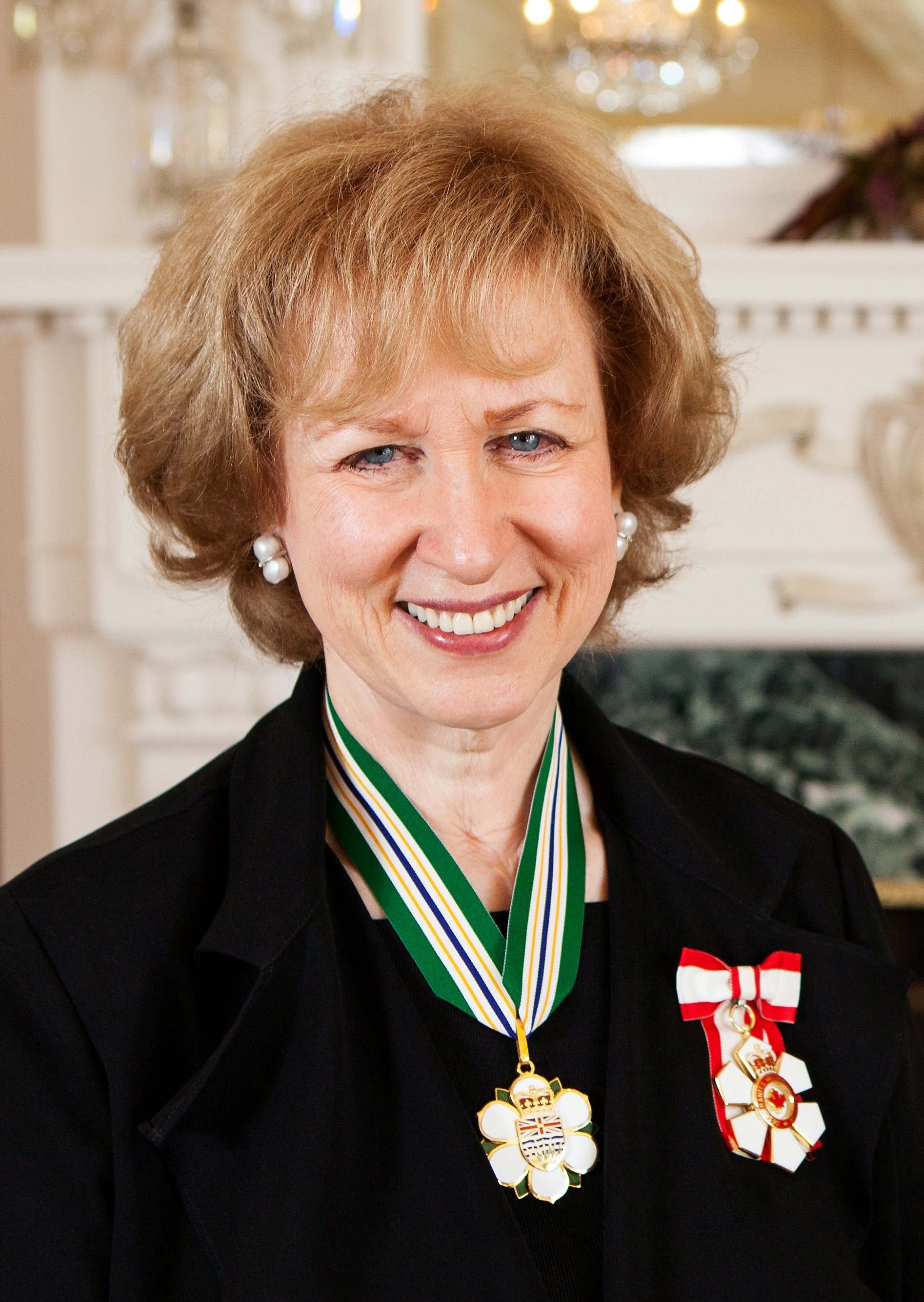
Премьер-министр Ким Кэмпбелл (1993).

Отставка Малруни в 1993 году и назначения на посту премьера Ким Кэмпбелл не спасли прогрессивных консерваторы от разгромного поражения на выборах 1993 года. В то время как Либеральная партия победила с сильным большинством, ПКП с 16,0 % голосов и всего 2 местами в Палате общин впервые в своей истории оказалась лишь пятой, позволив Реформистская партия стать основной правой партией в Канаде. Выборы 1997 года оказались для ПКП лишь немногим лучше: 18,8 % голосов и 20 мест. Тем временем, реформисты руководством бывшего член ПКП Престона Мэннинга стали официальной оппозицией.
В течение 1990-х годов многие социальные консерваторы и «синие тори» из ПКП начали медленно переходить в Реформистскую реформ, а затем массово в её прямого преемника — Канадский союз. Это привело к тому что ПКП под контролем умеренной фракции «красных тори». Несмотря на то, что они придерживались, по их мнению, более популярных социально-прогрессивных подходов по определённым вопросам, популярность ПКП продолжала падать. Выборы 2000 года завершились третьей подряд победой либералов, Канадский союз, созданный на базе партии реформистов, стал официальной оппозицией, в то время как ПКП получила лишь 12,2 % и 12 мест.
ПКП по прежнему пользовалась поддержкой, пусть и более умеренной чем ранее, в Атлантических провинциях, им удалось вернуть несколько мест. В Квебеке вплоть до федеральных выборов 2006 года федеральные консерваторы не имели значительной поддержки. На западе Реформистская партия и сменивший его Канадский союз заняла большинство бывших округов ПКП, но они придерживались гораздо более социально и экономически консервативных взглядов, чем старая партия, по большинству вопросов (например, в отношении ЛГБТ, места религии в общественной жизни, контроля над оружием и вмешательства правительства в экономику). В результате ни одна из консервативных партий не смогла приблизиться к успеху Прогрессивных консерваторов до 1993 года. Во многих округах голоса консерваторов были разделены, что позволило другим партиям победить: Либеральная партия под руководством Жана Кретьена трижды подряд формировала правительство большинства, начиная с 1993 года. В этот период официальной оппозицией были либо Квебекский блок, либо Реформисты/Союз.
Уже после федеральных выборов 1997 года некоторые члены Реформистской партии попытались положить конец разделению голосов консервативно настроенного электората путём слияния обеих партий. Первая попытка удалась частично: в 2000 году была сформирована новая партия под названием Канадский союз во главе со Стокуэллом Деем. Однако многие прогрессивные консерваторы сопротивлялись слиянию, опасаясь, что социально и экономически консервативная идеология Реформистов будет доминировать в новой партии. Тем временем ПКП переизбрала своим лидером Джо Кларка и попыталась вернуть утраченные позиции.
Срок полномочий Дея во главе реформистов был отмечен рядом публичных оплошностей и очевидных рекламных трюков, что создало ему в глазах общественности репутацию некомпетентного и невежественного человека. В результате несколько депутатов покинули его партию в 2002 году, в том же году Дея сменил Стивен Харпер, президента Национальной коалиции граждан, консервативной организации, ставящей своей целью защиту фундаментальных политических и экономических свобод канадцев.
В 2003 году, когда бывший премьер-министр Джо Кларк ушёл в отставку после того, новым лидером ПКП был выбран Питер Маккей. Он немедленно вступил в переговоры с Харпером об объединении двух партий, вызвав споры среди прогрессивных консерваторов. Одной из причин недовольства внутри партии стало то, что Маккей был избран на третьем голосовании в результате соглашения, которое он подписал с другим претендентом на лидерство и в котором обещал никогда не объединять ПКП с Союзом.
Позже в том же году Прогрессивно-консервативная партия, которая под разными названиями существовала с 1854 года, объединилась с Канадским союзом. 96 % членов Союза и 92 % членов ПКП одобрили слияние. Так была создана современная Консервативная партия Канады, первым лидером которой в 2004 году был избран Стивен Харпер. Диссиденты-«красные тори», выступавшие против слияния, в дальнейшем сформировали небольшую Прогрессивную канадскую партию, которая за всю свою историю ни разу не получала больше 0,1 % голосов. При Стивене Харпере платформа Консервативной партии подчёркивала политику «синих тори» по фискальной сдержанности, увеличению военных расходов, сокращению налогов и реформе Сената. Консервативная партия под руководством Харпера подверглась критике, в том числе за неоконсервативный уклон.
Йорам Хазони, специалист по истории и идеологии консерватизма, назвал канадского психолога Джордана Питерсона (род. в 1962) самым значительным консервативным мыслителем, появившимся в англоязычном мире за последнее поколение.

### Харперовский консерватизм

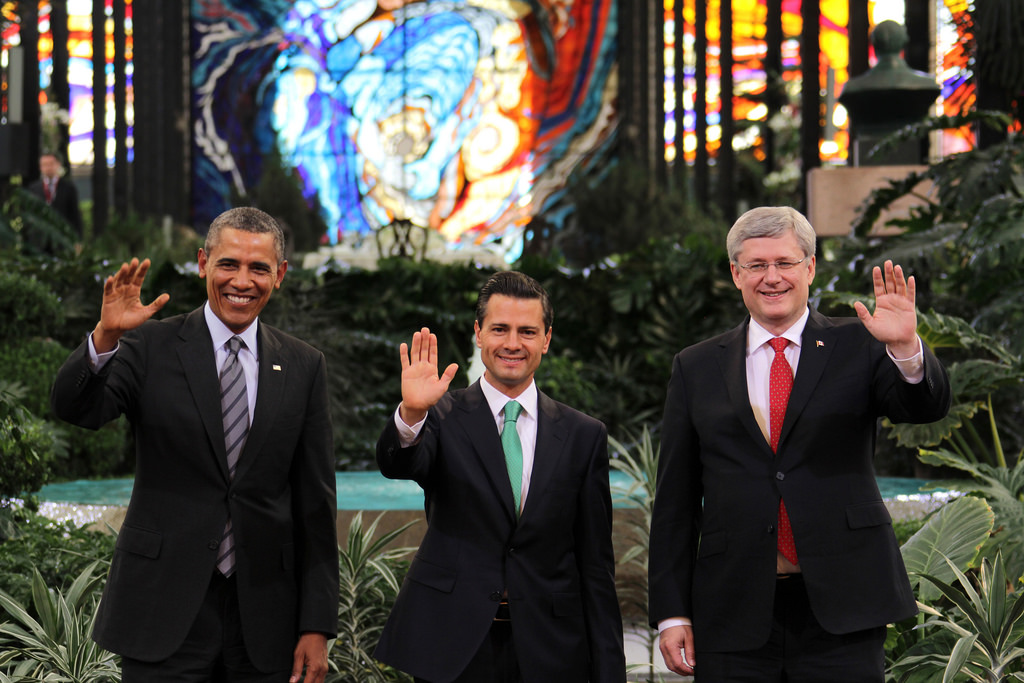
Премьер Канады Харпер, президент Мексики Пенья Ньето и президент США Обама на Саммите глав Северной Америки (2014 год).

Стивен Харпер начал свою карьеру в политике в 1985 году в качестве помощника члена Палаты общин Канады от ПКП Дж. Хокса, а уже в 1987 году принял участие в создании Реформистской партии, от которой в 1993 году был избран в Палату общин. В 2002 году он возглавил партию Канадский союз, а в 2004 был избран лидером объединённой Консервативной партии и лидером оппозиции в Палате общин. В 2006 году консерваторы по руководством Харпера выиграли парламентские выборы и, хотя им и удалось получить только 40 % мест в Палате общин, сформировали правительство меньшинства с Харпером в качестве нового премьер-министра, прервав более чем 12-летнее правление либералов.
Правительство Харпера старалось сбалансировать бюджет, но, начиная с 2008 года, каждый из его бюджетов имел существенный дефицит в результате глобальной рецессии 2008 года. Бюджетное равновесие вернулось в 2013 году, раньше, чем изначально прогнозировалось. Экономическая политика Харпера включала множество новых расходов и сокращение государственных доходов из-за сокращения налога на товары и услуги и налога на прибыль корпораций. Харпер проводил кампанию, обещая увеличить расходы на оборону, но в результате сократил их в реальном выражении.
Как и в случае с любым канадским правительством, основным вопросом международных отношений были отношения с Соединёнными Штатами, ближайшим соседом и крупнейшим торговым партнёром Канады. Война в Афганистане также была важным вопросом внешней политики для правительства Харпера, которое вывело канадские войска из Афганистана в 2011 году. В результате санкций против России, введённых после 2014 года, кабинету Харпера пришлось столкнуться с резким сокращением торговли с Россией.
Внутренняя фискальная политика Харпера увеличила канадскую денежную массу M1 более чем в 2 раза. Это крупнейшее расширение канадской денежной массы за время правления премьер-министра за более чем 80 лет.

## Консерватизм в Западной Канаде
Четыре провинции Западной Канады — Британская Колумбия, Альберта, Саскачеван и Манитоба — долгое время были очагом протестной политики и политических партий левого и правого толка. Во всех четырёх провинциях есть многочисленный сельский и христианский электорат, что приводит к активному присутствию в политике христианских правых. Исторически сложилось так, что развитое в Западной Канаде сельское хозяйство привело к появлению в прошлом крупных левых аграристских протестных движений, ориентированных на фермеров, таких как Прогрессивная партия Канады и Объединённые фермеры Канады, которые поддерживали свободную торговлю с Соединёнными Штатами и увеличение социальных льгот. Позднее эти движения были поглощены либералами, консерваторами (которые стали прогрессивными консерваторами) и лево-аграристской Федерацией кооперативного содружества (CCF).
Во время Великой депрессии возникло два радикальных протестных движения: CCF в Саскачеване выступала за прогрессивную социальную политику и реформистский демократический социализм; в то время как в Альберте Партия социального кредита Альберты сформировала провинциальное правительство, которое поддерживало евангельский христианский консерватизм, контроль провинций над природными ресурсами, ограниченное вмешательство правительства в экономику и радикальную философию, известную как социальный кредит, основанную на предоставлении дивидендов населению для поддержки малого бизнеса и свободного предпринимательства. В 1950-х годах в Британской Колумбии местная Партия социального кредита смогла стать ведущей политической силой на провинциальном уровне, вытеснив либералов. Партии социального кредита Альберты и Британской Колумбии доминировали в правительстве Альберты с 1934 по 1971 год и Британской Колумбии с 1951 по 1972 год и с 1975 по 1991 год. Все эти успехи были достигнуты во многом за счёт привлечения на свою сторону части избирателей федеральных либералов и прогрессивных консерваторов, которые на провинциальном уровне предпочитали отдавать голоса провинциальным партиям социального кредита.
На федеральном уровне Партия социального кредита не пользовалась такой широкой поддержкой, но всё же имела заметное представительство в Палате общин. Однако, в отличие от CCF, которая трансформировалась в социал-демократическую Новую демократическую партию, федеральная Партия социального кредита в 1980-х годах пришла в упадок. Падала популярность и провинциальных партий социального кредита. Тем временем, популярность социального кредита росла в Квебеке, усиливая позиции квебекских националистов в федеральной партии, что оттолкнуло от неё сторонников социального кредита в Западной Канаде. Провинциальные партии социального кредита Британской Колумбии и Альберты постепенно отказались от экономической политики Социального кредита и следовали строго консервативной политике, укрепляя связи с федеральной Прогрессивно-консервативной партией Канады в противовес федеральной Партии социального кредита Канады.
В Британской Колумбии местная Партия социального кредита Британской Колумбии в 1990-х годах уступила свои позиции ведущей правоцентристской силы Либеральной партии Британской Колумбии. В Альберте местная Партия социального кредита ещё ранее была полностью вытеснена более умеренной Прогрессивно-консервативной партией Альберты. В результате обе партии, которые длительное время господствовали на политической арене своих провинций, стали маргинальными политическими силами. На федеральных выборах 1980 года Партия социального кредита Канады потеряла все оставшиеся места и, окончательно растеряв популярность, в 1993 году лишилась регистрации. Большинство её западных членов в Западной Канаде перешли в идеологически близкую Реформистскую партию Канады, основанную Престоном Мэннингом, сыном бывшего премьер-министра Альберты и лидера местной Партии социального кредита Эрнеста Мэннинга.
Реформистская партия зародилась в Западной Канаде, где многие консерваторы были недовольны федеральным прогрессивно-консервативным правительством Брайана Малруни. Они считали, что либеральная экономическая политика Малруни слишком умеренна, что его правительство было слишком благосклонно к более густонаселённым провинциям Квебек и Онтарио, что его политика по социальным вопросам, таким как аборты и смертная казнь, слишком либеральной, и что, как и Либеральная партия Канады, прогрессивные консерваторы не воспринимают требования Западной Канады об экономической автономии провинций достаточно серьёзно.
Хотя на протяжении большей части 1990-х годов тори пользовались примерно такой же электоральной поддержкой, как и Реформистская партия, из-за канадской системы избрания в Палату общин по мажоритарной системе относительного большинства с одним победителем, именно реформисты доминировали на правом фланге. В 2000 году на базе Реформистской партии при участии ряда правых членов Прогрессивно-консервативной партии был создан Канадский реформаторский консервативный альянс. Новая правоцентристская партия не пользовалась популярностью к востоку от Манитобы. В 2003 году она официально объединилась с остатками Прогрессивно-консервативной партией, чтобы создать современную Консервативную партию Канады. Эта партия, возглавляемая бывшим лидером Канадского альянса Стивеном Харпером, выиграла федеральных выборах 2006 года, набрав 36 % голосов и 124 места в Палате общин из 308, что позволило ей сформировать правительство меньшинства.
В Альберте местная Прогрессивно-консервативная ассоциация Альберты доминировала в правительстве с 1971 по 2015 год, следуя слегка правой политике при премьерах Питере Лохиде, Доне Гетти, Ральфе Клейне, Эде Стельмахе и Элисон Редфорд. После победы Новой демократической партии Альберты во главе с Рэйчел Нотли в 2015 году начались усилия по «объединению правых», и Джейсон Кенни был избран лидером ПКА Альберты. Кенни провёл переговоры о слиянии с лидером Партии Уайлдроуз Брайаном Джином, которые завершились созданием в июле 2017 года в Объединённой консервативной партии, лидером которой в октябре того же 2017 года был избран Кенни. В Британской Колумбии местные Либералы под руководством Гордона Кэмпбелла порвали с федеральной Либеральной партией и совершили правый экономический поворот, что позволило партии бороться с левоцентристской Новой демократической партией Британской Колумбии за управление провинцией, заполнив пробел, образовавшийся после избирательного краха Партии социального кредита Британской Колумбии в 1991 году. В Саскачеване правоцентристская Саскачеванская партия сформировала своё первое правительство в 2007 году после многих лет правления НДП Саскачевана. В Манитобе Прогрессивно-консервативная партия во главе с Брайаном Паллистером в 2016 году одержала убедительную победу, прервав 16-летнее правление новых демократов.

## Консервативные партии
| Федеральные партии, представленные в парламенте - Консервативная партия Канады (оф. оппозиция) Федеральные партии, непредставленные в парламенте - Канадская партия будущего - Партия христианского наследия Канады - Партия Мэверик - Народная партия Канады | Провинциальные партии, формирующие правительство - Коалиция за будущее Квебека - Объединённая консервативная партия (Альберта) - Прогрессивно-консервативная партия Онтарио - Прогрессивно-консервативная партия Острова Принца Эдуарда - Прогрессивно-консервативная ассоциация Новой Шотландии - Прогрессивно-консервативная партия Нью-Брансуика - Партия Саскачевана Провинциальные партии, формирующие официальную оппозицию - Консерваторы Британской Колумбии - Прогрессивно-консервативная партия Манитобы - Прогрессивно-консервативная партия Ньюфаундленда и Лабрадора - Партия Юкона Провинциальные партии, представленные в провинциальном законодательном органе - Объединённая партия Саскачевана Провинциальные партии, непредставленные в провинциальном законодательном органе - Партия Атлантика (Новая Шотландия) - БК Юнайтед (Британская Колумбия) - Консервативная партия Квебека - Прогрессивно-консервативная партия Саскачевана | Исторические партии - Консервативная партия Канады (1867—1942) - Либерально-консервативная партия (1867—1873) - Юнионистская партия (1917—1922) - Партия социального кредита Канады (1935—1993) - ПСК Британской Колумбии (1935—2023) - Прогрессивно-консервативная партия Канады (1942—2003) - Реформистская партия Канады (1987—2000) - Канадский союз (2000—2003) |

## Консервативные политики

### Премьер-министры
| старая Консервативная партия - Джон А. Макдональд (1878—1891) - Джон Эббот (1891—1892) - Джон Томпсон (1892—1894) - Макензи Боуэлл (1894—1896) - Чарльз Таппер (1896) - Роберт Лэрд Борден (1911—1920) - и. о. Уильям Томас Уайт (1918—1919) - Артур Мейен (1920—1921 и 1926) - Ричард Бэдфорд Беннет (1930—1935) | Прогрессивно-консервативная партия - Джон Дифенбейкер (1957—1963) - Джо Кларк (1979—1980) - Брайан Малруни (1984—1993) - Ким Кэмпбелл (1993) | новая Консервативная партия - Стивен Харпер (2006—2015) |

### Лидеры официальной оппозиции
| старая Консервативная партия - Джон А. Макдональд (1873—1878) - Чарльз Таппер (1896—1901) - Роберт Лэрд Борден (1901—1911) - Артур Мейен (1921—1926) - Хью Гатри (1926—1927) - Ричард Бэдфорд Беннет (1927—1930 и 1935—1938) - Роберт Джеймс Манион (1939—1940) - Ричард Хансон (1940—1943) | Прогрессивно-консервативная партия - Гордон Грейдон (1943—1945) - Джон Брэкен (1945—1948) - Джордж Александр Дрю (1948—1954 и 1955—1956) - Уильям Эрл Роу (1954—1955 и 1956) - Джон Дифенбейкер (1956—1957 и 1963—1967) - Майкл Старр (1967) - Роберт Стэнфилд (1967—76) - Джо Кларк (1976—1979 и 1980—1983) - Эрик Нильсен (1983) - Брайан Малруни (1983—1984) | Реформистская партия - Престон Мэннинг (1997—2000) Канадский союз - Дебора Грей (2000) - Стокуэлл Дей (2000—2001) - Джон Рейнольдс (2001—2002) - Стивен Харпер (2002—2004) | новая Консервативная партия - Грант Хилл (2004) - Стивен Харпер (2004—2006) - Рона Эмброуз (2015—2017) - Эндрю Шир (2017—2020) - Эрин О’Тул (2020—2022) - Кэндис Берген (2022) - Пьер Пуальевр (2022—н. в.) |